# Бучковичи на Безуйанци
Бучковичи на Безуйанци (также Бучковичи на Безуянцах, серб. Бучковићи на Безујанци, босн. Bučkovići na Bezujanci) — населенный пункт (деревня) в общине Чайниче, который принадлежит энтитету Республике Сербской, Босния и Герцеговина. По результатам югославской переписи населения 1991 года в Бучковичах на Безуйанци проживало 105 человек. Расположено у границы с Черногорией.

## Население
В населении деревни преобладают сербы, также велика доля боснийской (мусульманской) национальности.
| 1961                           | 1971 | 1981 | 1991 | - | - | - |
| ------------------------------ | ---- | ---- | ---- | - | - | - |
| 72                             | 70   | 85   | 105  | - | - | - |
| Гистограмма динамики населения |      |      |      |   |   |   |

### Национальный состав населения
на 1991 год:
- сербы — 62 человека (59,05 %);
- хорваты — 0 человек (0,00 %);
- мусульмане — 42 человека (40,00 %);
- югославы — 0 человек (0,00 %);
- другие и неизвестно — 1 человек (0,95 %).